# Episodi di My Life as Liz (prima stagione)
La prima stagione della serie televisiva My Life as Liz, prodotta da MTV Studios, negli Stati Uniti è stata trasmessa da MTV dal 18 gennaio 2010 all'8 marzo 2010 e consiste in 9 episodi. 
MTV Italia ha trasmesso in prima visione gli episodi della prima stagione a partire dal 18 agosto fino al 6 ottobre 2010.
| nº | Titolo originale            | Titolo italiano                  | Prima TV USA     | Prima TV Italia   |
| -- | --------------------------- | -------------------------------- | ---------------- | ----------------- |
| 1  | Summer of Suck              | Una pessima estate               | 18 gennaio 2010  | 18 agosto 2010    |
| 2  | My Sketchy Valentine        | Il mio strano San Valentino      | 18 gennaio 2010  | 18 agosto 2010    |
| 3  | Liz's Got Talent? (Part 1)  | Audizioni per Liz (parte 1)      | 25 gennaio 2010  | 25 agosto 2010    |
| 4  | Liz's Got Talent? (Part 2)  | Audizioni per Liz (parte 2)      | 1º febbraio 2010 | 1º settembre 2010 |
| 5  | Hunting for Change          | A caccia di cambiamento          | 8 febbraio 2010  | 8 settembre 2010  |
| 6  | The ABCs of Friendship      | L'ABC dell'amicizia              | 15 febbraio 2010 | 15 settembre 2010 |
| 7  | A Prom to Remember (Part 1) | Una festa da ricordare (parte 1) | 22 febbraio 2010 | 22 settembre 2010 |
| 8  | A Prom to Remember (Part 2) | Una festa da ricordare (parte 2) | 1º marzo 2010    | 29 settembre 2010 |
| 9  | The End of the Beginning    | L'Inizio della fine              | 8 marzo 2010     | 6 ottobre 2010    |

## Una pessima estate
- Titolo originale: Summer of Suck
- Diretto da:
- Scritto da: Lindsey Bannister

### Trama
I piani di fine estate di Liz vengono rovinati quando la ragazza è costretta a impegnare il suo tempo con l'esuberante bionda Taylor Terry, dopo che il suo insegnante le ha chiesto di realizzare un profilo di quest'ultima quale progetto finale del corso di produzione televisiva. Quando Liz realizza una intervista a Taylor resta sorpresa apprendendo che, nonostante il differente stile di vita, Taylor apprezza il suo coraggio di essere se stessa. Sembra nascere una certa intesa tra le due ragazze, ma Liz resterà delusa quando tornando a scuola Taylor continuerà a ignorarla.

## Il mio strano San Valentino
- Titolo originale: My Sketchy Valentine
- Diretto da:
- Scritto da: Lindsey Bannister

### Trama
È il giorno di san Valentino ma Liz non è affatto entusiasta, anzi non manca di sbeffeggiare le coppie di innamorati. Resta però scioccata quando riceve dei fiori a nome di un ammiratore sconosciuto che con un biglietto la invita alla festa di ballo dove rivelerà la sua identità. Liz spera che sia stato Bryson, suo compagno di classe di cui è innamorata, a mandarle i fiori. Ma presentatasi alla festa resta delusa del fatto che il suo ammiratore non le si rivela; il giorno dopo Taylor le confessa che è stata Cori a mandarle i fiori e le giura che lei non sapeva nulla delle intenzioni di umiliarla da parte dell'amica.

## Audizioni per Liz (parte 1)
- Titolo originale: Liz's Got Talent? (Part 1)
- Diretto da:
- Scritto da: Lindsey Bannister

### Trama
Gli amici di Liz convincono la protagonista a iscriversi a un talent show per sconfiggere Cori grazie alle sue doti canore. Dopo una infruttuosa ricerca per formare una band, Bryson si offre di aiutarla per esibirsi in un assolo. Sia Liz che Cori insieme al suo gruppo superano le selezioni, mentre nel frattempo il clima di competizione tra le due ragazze si fa sempre più rovente.

## Audizioni per Liz (parte 2)
- Titolo originale: Liz's Got Talent? (Part 2)
- Diretto da:
- Scritto da: Lindsey Bannister

### Trama
Liz sta poco bene e comincia a sentire la pressione della sua esibizione al talent show. Per sostenerla, Sully, con l'aiuto di Troy e Miles, realizza e distribuisce all'interno della scuola delle magliette che riportano stampata una sua foto. Al momento dell'esibizione, dopo un ultimo attacco di Cori rivolto a Liz, Cori, Taylor e Tory si esibiscono in un ballo sexy al ritmo del brano "All The Single Ladies" di Beyoncé mentre Liz canta accompagnata da Bryson che suona la chitarra. Alla fine nessuna delle due rivali vince il premio e la gioia di Liz di restare accanto a Bryson viene interrotta quando si presenza la fidanzata del ragazzo.

## A caccia di cambiamento
- Titolo originale: Hunting for Change
- Diretto da:
- Scritto da: Lindsey Bannister

### Trama
Liz approfitta di una battuta di caccia, a cui inizialmente partecipa suo malgrado, per realizzare, con la collaborazione di Taylor, un video di denuncia contro la crudeltà sugli animali. Verso la fine dell'episodio Bryson confessa a Liz di non essere sicuro di volere continuare la sua attuale relazione con la fidanzata e Liz gli dice di affidarsi al lancio di una coppia di dadi per decidere il da farsi.

## L'ABC dell'amicizia
- Titolo originale: The ABCs of Friendship
- Diretto da:
- Scritto da: Lindsey Bannister

### Trama
Taylor invita Liz a una festa a tema. La protagonista si presenta accompagnata dall'amico Sully e appena notata da Cori questa cerca di cacciarla via in malo modo. Interviene Taylor e, quando Cori le intima di scegliere tra lei e Liz, Taylor sceglie Liz. Dopo la festa Sully va a casa di Liz e si decide finalmente a confessarle i propri sentimenti, ma al momento opportuno la trova insieme a Bryson che nel frattempo era andato a trovarla per dirle che ha lasciato la sua fidanzata.

## Una festa da ricordare (parte 1)
- Titolo originale: A Prom to Remember (Part 1)
- Diretto da:
- Scritto da: Lindsey Bannister

### Trama
Liz, "armata" di fiori e palloncini, viene convinta da Taylor a chiedere a Bryson di accompagnarla al ballo di fine anno. Il ragazzo è lusingato dall'invito ma le risponde che ha già preso appuntamento con la sua ex fidanzata. Allora Liz chiede all'emozionato Sully di accompagnarla.

## Una festa da ricordare (parte 2)
- Titolo originale: A Prom to Remember (Part 2)
- Diretto da:
- Scritto da: Lindsey Bannister

### Trama
Prima di recarsi al ballo di fine anno Liz, con l'aiuto di Taylor, si sbarazza di qualsiasi cosa che gli ricordi Bryson. Dopo i ferventi preparativi giunge finalmente il momento della festa, con Liz che col suo sguardo cerca frequentemente Bryson. Poco prima dell'annuncio riguardante l'elezione della reginetta del ballo Liz ha un piccolo mancamento e si allontana dalla stanza da ballo, con Bryson che la nota e la segue. Per evitare Bryson, Liz si precipita nella stanza da bagno dove incontra Cori Cooper sconvolta e in lacrime per non essere stata eletta reginetta. Bryson riesce a parlare con Liz scusandosi per non averla accompagnata e dopo essere stato convinto da Taylor a esternare i suoi sentimenti cerca nuovamente di incontrare Liz, ma nel frattempo la ragazza se ne sta andando in auto con Sully.

## L'Inizio della fine
- Titolo originale: The End of the Beginning
- Diretto da:
- Scritto da: Lindsey Bannister

### Trama
È l'ultimo giorno di scuola. Bryson organizza un appuntamento con Liz per rivelarle i propri sentimenti, invece è la ragazza che gli rivela la possibilità che possa trasferirsi a New York per frequentare il college. Dopo avere valutato tutti i pro e i contro Liz decide di partire. Poco prima della partenza Bryson finalmente le rivela i propri sentimenti e la lascia con un ultimo abbraccio.